# Royal Laundry Complex
Le Royal Laundry Complex est une ancienne blanchisserie installée au 443 S. Raymond Avenue à Pasadena, en Californie. Inscrit au Registre national des lieux historiques en septembre 2007, le bâtiment accueille le siège social de Disney Store de 2008 à 2018 puis Bluebeam Software.

## Historique
Le principal bâtiment de l'usine de blanchisserie a été construit en 1927 pour la Royal Laundry Company, une entreprise de nettoyage du linge fondée en 1910. La société mandate l'architecte Gordon Kaufmann (en), qui a aussi conçu le barrage Hoover, plusieurs édifices du California Institute of Technology ou le siège du Los Angeles Times. Kaufman part du style renouveau colonial espagnol mais entame un changement en ajoutant des éléments plus modernes qui marqueront son œuvre. Une annexe est construite vers 1930 au sud du bâtiment principal, dans un style « paquebot » surmontée par pylône. Une autre extension est construite en 1939 pour fournir un service au volant qui sera surmonté par un panneau publicitaire en 1955.
Dans les années 1980, l'usine ferme et reste désaffectée jusqu'en 1995 quand un groupe local achète le complexe et lance un programme de rénovation pour 8 millions d'USD. La rénovation s'achève en 2001 et permet de transformer le site en bureaux. Le 9 février 2005, The Children's Place accepte de louer les bureaux, cette société a repris la gestion des Disney Store en Amérique du Nord. Le cabinet Clive Wilkinson Architects a réaménagé l'intérieur du site de 81 000 pieds carrés (7 525 m2) qui permet d'accueillir les 230 employés de The Children's Place. Dès 2008, The Walt Disney Company reprend la gestion de ses Disney Store et conserve les locaux. 
Le 27 septembre 2007, le complexe a été inscrit au Registre national des lieux historiques. Le formulaire de déclaration décrit le complexe comme « l'une des constructions industrielles les plus significatives architecturalement parlant dans ce quartier industriel de Pasadena. »
Le 3 septembre 2014, la société immobilière Swig Co de San Francisco achète le complexe détenu par Karlin Real Estate de Los Angeles pour 26,1 millions d'USD tout en conservant la location à Disney Store.
Mi-novembre 2018, Disney Store annonce déménagé son siège social nord-américain au sein du Grand Central Creative Campus,
Depuis avril 2019, la société Bluebeam Software occupe les locaux.

## Galerie

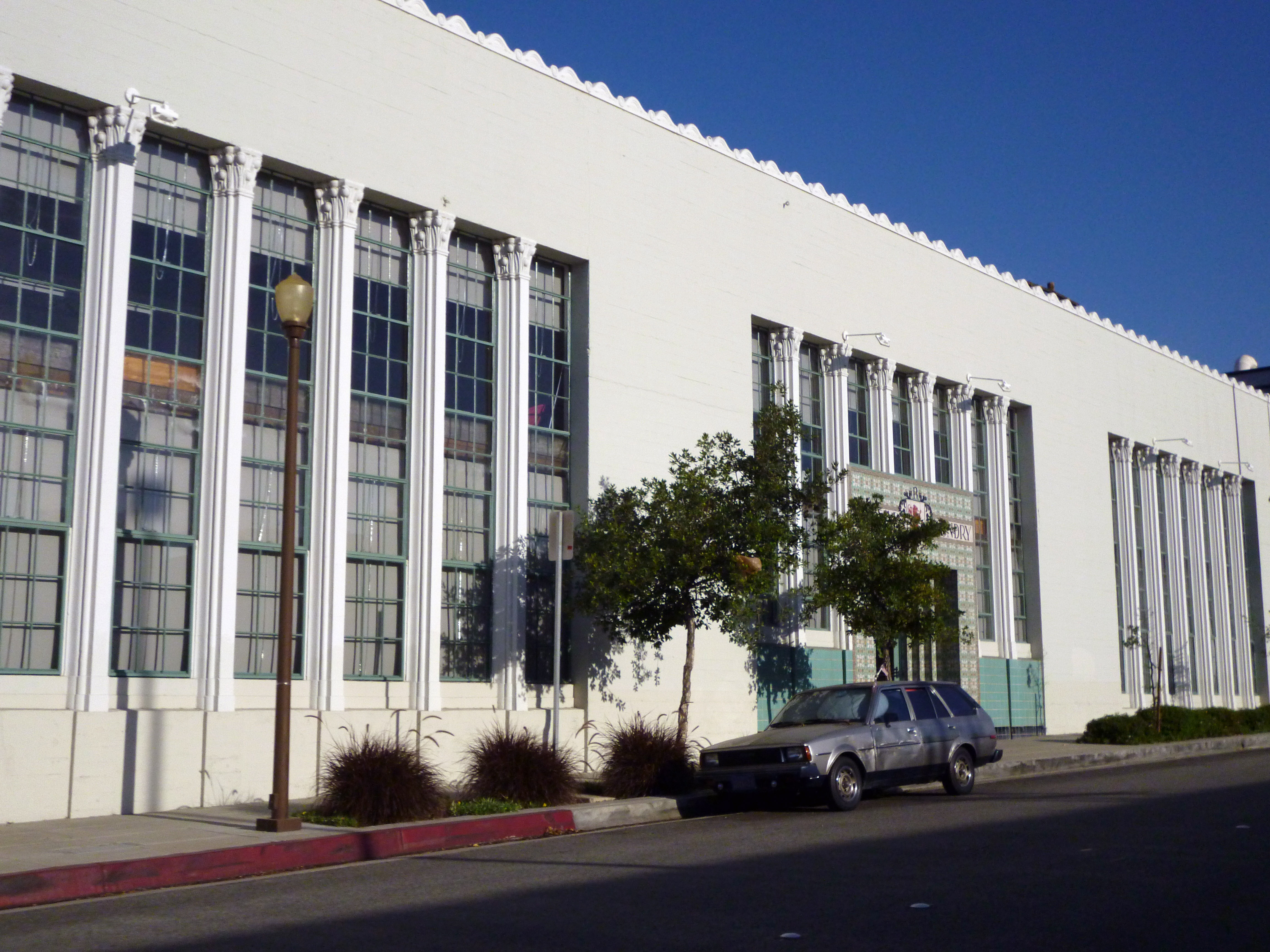
Porte d'entrée du 443 South Raymond Avenue, l'usine de blanchisserie
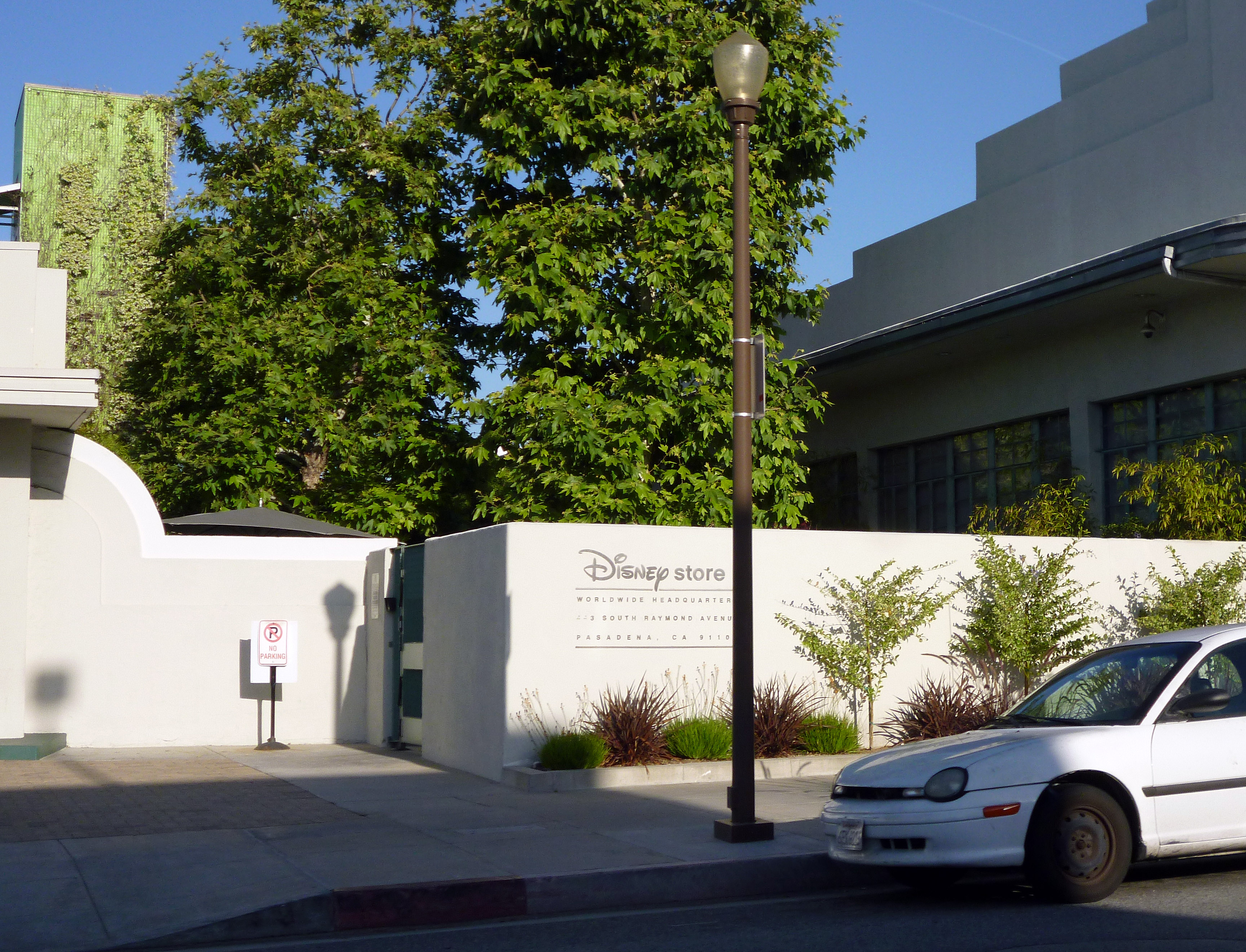
Entrée du parking du 443 South Raymond Avenue, annexe sud